# Mechitar ze Sebaste
Mechitar ze Sebaste (arménsky: Մխիթար Սեբաստացի; 17. února 1676 Sebaste – 27. dubna 1749 Benátky) byl arménský katolický duchovní, mnich a zakladatel Řádu mechitaristů.

## Život
Narodil se 17. února 1676 jako Manug do rodiny obchodníka Bedrose a jeho manželky Šaristan.
Jeho rodiče mu poskytli dobré vzdělání s přípravou na převzetí rodinného podniku, ale od útlého dětství cítil povolání stát se mnichem. Jeho rodiče mu v tom bránili, a proto si našel přítele, se kterým uprchl do hor, aby zde žili jako poustevníci. Poté, co ho našli jeho rodiče, musel odejít domů. V důsledku toho biskup, který byl opatem kláštera Svatého Znamení, mu udělil nižší svěcení, aby se mohl účastnit liturgických obřadů v klášteře.
Jeho rodiče mu stále zakazovali vstoupit do kláštera. Začal navštěvovat sousední rodinu, kde žila matka a její dvě dcery, které praktikovaly mnišský život doma. Kněz, který je vedl, začal duchovně vést také Manuga. V patnácti letech získal povolení ke vstupu do kláštera a zanedlouho byl vysvěcen na jáhna. Zde přijal řeholní jméno Mechitar.
Po vstupu do kláštera si uvědomil, že stav klášterního života je ve velmi špatném stavu a počet mnichů je velmi nízký. Během tohoto období se setkal s členy katolických řeholních řádů, které působily v Arménii. Dospěl k závěru, že Řím by byl nejlepším místem pro jeho teologická studia. Když dorazil do Aleppa, podrobil se duchovnímu vedení jezuitského kněze, který mu dal doporučující dopis pro Kongregaci pro šíření víry. Cestou onemocněl a setkal se s odporem arménských mnichů a biskupů, kteří odmítali západní doktríny. Nakonec byl nucen vrátit se do svého rodného města, kde byl po uzdravení vysvěcen na kněze.
Rozhodl se založit mnišský kazatelský řád, který by se věnoval zvyšování vzdělanosti a duchovní úrovně arménského lidu podle vzoru západní církve. Tento řád vznikl roku 1701 v Konstantinopoli. O dva roky později řád unikl před osmanskými úřady do Medonu na Peloponésu, který se nacházel pod vládou Benátské republiky. Roku 1715 se řád na pozvání úřadů Benátské republiky přestěhoval na ostrov San Lazzaro degli Armeni v Benátské laguně. Pod jeho vedením řád vysílal mnichy na misie na Blízký východ.
Zemřel 27. dubna 1749. Pohřben byl ve svém klášteře.

## Proces svatořečení
Proces byl zahájen 25. listopadu 1903 v benátském patriarchátu a za nějaký čas byl přerušen. Obnoven byl 8. září 2020.